# Lijst van gemeenten in Karaman
Onderstaande lijst bevat alle gemeenten (2000) in de Turkse provincie Karaman.
| District       | Gemeente       |
| -------------- | -------------- |
| Ayrancı        | Ayrancı        |
| Başyayla       | Başyayla       |
| Ermenek        | Ermenek        |
| Ermenek        | Güneyyurt      |
| Ermenek        | Kazancı        |
| Karaman        | Akçaşehir      |
| Karaman        | Karaman        |
| Karaman        | Kılbasan       |
| Karaman        | Kisecik        |
| Karaman        | Sudurağı       |
| Karaman        | Taşkale        |
| Karaman        | Yeşildere      |
| Karaman        | Yollarbaşı     |
| Kazımkarabekir | Kazımkarabekir |
| Sarıveliler    | Göktepe        |
| Sarıveliler    | Sarıveliler    |